# Jagiellonia Białystok w sezonie 1957

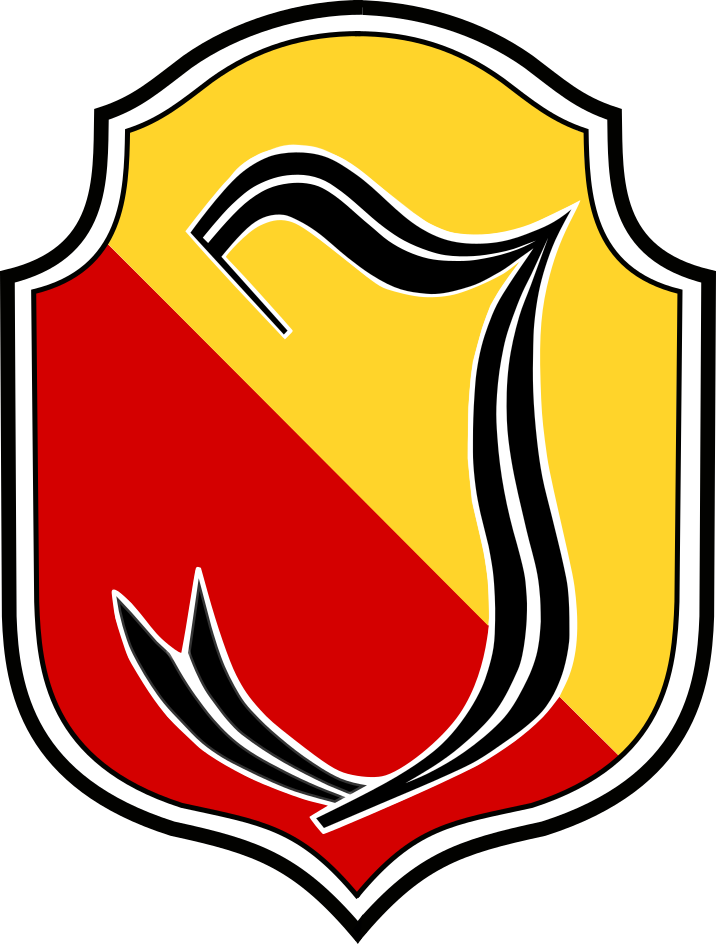
Herb Jagiellonii

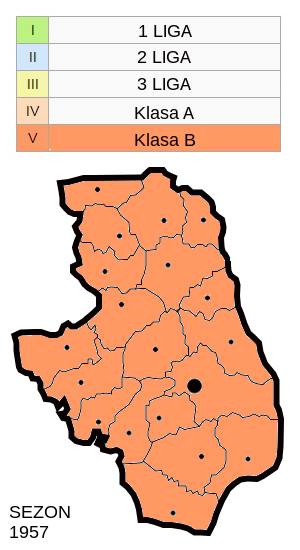
BOZPN

Jagiellonia Białystok po wycofaniu się z rozgrywek A klasy w roku 1956, wystartowała w sezonie 1957 od klasy B. Przed sezonem dnia 26.01.1957r. klub Budowlanych połączył się z Spartą Białystok oraz należącą do zrzeszenia Sparty piłkarską Victorią Białystok tworząc już oficjalnie klub o nazwie Jagiellonia Budowlani Białystok. Reaktywowano sekcję piłki nożnej, którą głównie tworzyli gracze Budowlanych i Victorii.
Sparta (wcześniej Ogniwo) wniosła silną sekcję lekkoatletyczną, szermierczą oraz obiekty sportowe, stadion w Zwierzyńcu oraz halę przy ul.Jurowieckiej 21. W ten sposób Jagiellonia po raz drugi w historii stała się gospodarzem stadionu Zwierzynieckiego. 
Statutowe barwy klubu były biało-czarne, zawodników z Białegostoku określano przydomkiem "biało-czarni".

## V poziom rozgrywkowy - Klasa B (grupa I)
| Lp. | Drużyna                   | M  | Z | R | P | Bramki | Bramki | Różn. | Pkt. | Uwagi         |
| --- | ------------------------- | -- | - | - | - | ------ | ------ | ----- | ---- | ------------- |
| 1   | Pogoń Wasilków            | 18 |   |   |   | 90     | 36     | +54   | 27   | Awans do kl.A |
| 2   | Gwardia II Białystok      | 18 |   |   |   | 87     | 24     | +63   | 27   |               |
| 3   | Jagiellonia Białystok (b) | 18 |   |   |   | 66     | 31     | +35   | 24   |               |
| 4   | LZS TOR Białystok (b)     | 18 |   |   |   | 42     | 43     | -1    | 21   |               |
| 5   | Skra Czarna Wieś          | 18 |   |   |   | 49     | 53     | -4    | 20   |               |
| 6   | Ognisko II Białystok      | 18 |   |   |   | 40     | 44     | -4    | 19   |               |
| 7   | Sokół II Sokółka          | 18 |   |   |   | 35     | 53     | -18   | 16   |               |
| 8   | Polonia Starosielce       | 18 |   |   |   | 33     | 88     | -55   | 12   |               |
| 9   | Gryf Choroszcz            | 18 |   |   |   | 44     | 65     | -21   | 9    | Spadek kl.C   |
| 10  | Włókniarz Fasty Białystok | 18 |   |   |   | 13     | 74     | -61   | 1    | Fuzja         |

- Zmiana nazwy LZS TOR na Polonia Białystok.
- Zmiana nazwy Kolejarz na Polonia Starosielce.
- Zmiana nazwy LZS na Gryf Choroszcz.
- Włókniarz Białystok po sezonie połączył się z drużyną Pogoni Wasilków, zajmując jej miejsce w klasie A.

## Mecze
| Mecze i wyniki | Mecze i wyniki       | Mecze i wyniki    | Mecze i wyniki | Mecze i wyniki | Mecze i wyniki              | Mecze i wyniki | Mecze i wyniki  | Poz w lidze. | Poz w lidze. | Poz w lidze. |
| Lp. | Data                 | Rozgrywki         | F.             | D/W            | Przeciwnik                  | Wynik          | Strzelcy bramek | M.           | P.           | Br.          |
| --- | -------------------- | ----------------- | -------------- | -------------- | --------------------------- | -------------- | --------------- | ------------ | ------------ | ------------ |
| 1 253 | 7.04.1957            | Klasa B - 1 kol.  | -              | D              |                             | b.d.           |                 |              | 0            |              |
| 2 254 | 14.04.1957           | Klasa B - 2 kol.  | -              | W              |                             | b.d.           |                 |              | 0            |              |
| 3 255 | 21.04.1957           | Klasa B - 3 kol.  | -              | D              |                             | b.d.           |                 |              | 0            |              |
| 4 256 | 12.05.1957 Białystok | Klasa B - 4 kol.  | -              | W              | Ognisko II Białystok        | 0:6            |                 |              | 2            | 6:0          |
| 5 257 | 19.05.1957 Białystok | Klasa B - 5 kol.  | -              | D              | Skra Czarna Wieś            | 1:4            |                 |              | 2            | 7:4          |
| 6 258 | 26.05.1957 Białystok | Klasa B - 6 kol.  | -              | W              | Włókniarz Fasty (Białystok) | 2:3            |                 |              | 4            | 10:6         |
| 7 259 | 2.06.1957            | Klasa B - 7 kol.  | -              | D              |                             | b.d.           |                 |              | 4            |              |
| 8 260 | 9.06.1957 Białystok  | Klasa B - 8 kol.  | -              | W              | LZS TOR Białystok           | 0:6            |                 |              | 6            |              |
| 9 261 | 28.04.1957           | Klasa B - 9 kol.  | -              | D              |                             | b.d.           |                 | 6            | 6            | 15:21        |
| 10 262 | 28.07.1957           | Klasa B - 10 kol. | -              | W              |                             | b.d.           |                 |              | 8            |              |
| 11 263 | 3.08.1957            | Klasa B - 11 kol. | -              | D              |                             | b.d.           |                 |              | 10           |              |
| 12 264 | 10.08.1957           | Klasa B - 12 kol. | -              | W              |                             | b.d.           |                 |              | 12           |              |
| 13 265 | 17.08.1957           | Klasa B - 13 kol. | -              | D              |                             | b.d.           |                 |              | 14           |              |
| 14 266 | 24.08.1957           | Klasa B - 14 kol. | -              | W              |                             | b.d.           |                 |              | 16           |              |
| 15 267 | 1.09.1957            | Klasa B - 15 kol. | -              | D              |                             | b.d.           |                 |              | 18           |              |
| 16 268 | 8.09.1957            | Klasa B - 16 kol. | -              | W              |                             | b.d.           |                 |              | 20           |              |
| 17 269 | 15.09.1957           | Klasa B - 17 kol. | -              | D              |                             | b.d.           |                 |              | 22           |              |
| 18 270 | 22.09.1957           | Klasa B - 18 kol. | -              | W              |                             | b.d.           |                 | 3            | 24           | 66:31        |
| 19 | 6.10.1957            | Puchar BOZPN      | -              | D              | Ognisko Białystok           | 6:3            |                 |              | 2            | 6:3          |
| 20 | 13.10.1957           | Puchar BOZPN      | -              | W              | Gwardia Białystok           | 7:1            |                 |              | 2            | 7:10         |
| 21 | 20.10.1957           | Puchar BOZPN      | -              | D              | LZS TOR Białystok           | b.d.           |                 |              |              |              |
| 22 | 27.10.1957           | towarzyski        | -              | D              | Orzeł Kętrzyn               | 1:5            |                 |              |              |              |
| - rozgrywki ligowe, - rozgrywki pucharu polski, - rozgrywki pucharu ligi, - rozgrywki ligi europejskiej, - mecze barażowe lub eliminacyjne, - inne. Liczba meczów w sezonie:1 2 (wszystkie mecze na najwyższym poziomie rozgrywkowym)3 (wszystkie mecze w rozgrywkach ligowych bez baraży) , Puchar Polski: 2 (mecze Pucharu Polski na szczeblu centralnym)3 (wszystkie mecze w Pucharze Polski) |                      |                   |                |                |                             |                |                 |              |              |              |

- W 1957 roku nie rozgrywano Pucharu Polski.